# Phare de Desdemona Sands
Le phare de Desdemona Sands est un phare situé sur Desdemona Sands (banc de sable du Columbia), dans l'embouchure du fleuve Columbia, dans le Comté de Clatsop (État de l'Oregon), aux États-Unis.
Ce phare est géré par la Garde côtière américaine, et les phares de l'État de Washington sont entretenus par le District 13 de la Garde côtière  basé à Seattle.

## Histoire
Le phare a été construit en 1901-1902  en remplacement du phare de Point Adams. Le bateau-phare Columbia est resté en station à environ 8 km au large jusqu'en 1979.
Sa conception par l'ingénieur Carl W. Leick (en) est identique à celui de Semiahmoo Harbour Light près de Blaine dans l'État de Washington. C'est un bâtiment d'un étage et demi construit sur une plateforme sur pilotis, à 3,7 m au-dessus du niveau de l'eau. Dans une tourelle, au-dessus du toit, se trouvait la lumière et un signal de brume.
C'était l'un des derniers phares sur pilotis de bois construits aux États-Unis. Un système de citerne recueillait l'eau douce. Seul le gardien de phare était présent. Il  avait un petit bateau pour atteindre le continent, où vivait sa famille.
Cette lumière a été électrifiée en 1934, éliminant le besoin d'un gardien. Il a été retiré et remplacé après la Seconde Guerre mondiale par une lumière mineure au sommet d'une structure pyramidale, qui a été remplacée de nouveau en 1955. La lumière a été enlevée en 1965.
Sa lentille de Fresnel est exposée au phare de Mukilteo et sa cloche de brouillard est exposée au Musée maritime du Columbia à Astoria.

## Description
Le petit phare actuel est une lumière posée sur une petite plateforme à pilotis, à l'extrémité ouest du banc de sable. À une hauteur focale de 7 m, il émet un éclat blanc toutes les 4 secondes. Sa portée est de 12 milles nautiques (environ 22 km). Il marque la dangerosité des bancs de sable.
Identifiant : ARLHS : USA-977 - Amirauté : G4564 - USCG : 6-9995 .

### Lien connexe
- Liste des phares de l'Oregon